# Fürstenau (Szwajcaria)
Fürstenau (rm. Farschno) – miejscowość i gmina w Szwajcarii, w kantonie Gryzonia, w regionie Viamala. Pod względem powierzchni jest najmniejszą gminą w regionie.

## Demografia
We Fürstenau mieszka 350 osób. W 2020 roku 10,3% populacji gminy stanowiły osoby urodzone poza Szwajcarią. 

## Transport
Przez teren gminy przebiega autostrada A13. 